# Dušan Basta
Dušan Basta (en serbio: Душан Баста) (Belgrado, Yugoslavia, 18 de agosto de 1984) es un exfutbolista serbio que se desempeñaba como lateral o volante derecho.

## Clubes
| Club            | País   | Año         |
| --------------- | ------ | ----------- |
| Estrella Roja   | Serbia | 2002 - 2003 |
| FK Jedinstvo Ub | Serbia | 2003 - 2004 |
| Estrella Roja   | Serbia | 2004 - 2008 |
| US Lecce        | Italia | 2008 - 2009 |
| Udinese Calcio  | Italia | 2009 - 2014 |
| SS Lazio        | Italia | 2014 - 2019 |

## Palmarés

### Campeonatos nacionales
| Título                                  | Club          | País                | Año  |
| --------------------------------------- | ------------- | ------------------- | ---- |
| Primera División de Serbia y Montenegro | Estrella Roja | Serbia y Montenegro | 2006 |
| Copa de Serbia y Montenegro             | Estrella Roja | Serbia y Montenegro | 2006 |
| Superliga de Serbia                     | Estrella Roja | Serbia              | 2007 |
| Copa de Serbia                          | Estrella Roja | Serbia              | 2007 |
| Supercopa de Italia                     | SS Lazio      | Italia              | 2017 |
| Copa Italia                             | SS Lazio      | Italia              | 2019 |